# Albert W. Hawkes
Pour les articles homonymes, voir Hawkes.
Albert Wahl Hawkes, né le 20 novembre 1878 à Chicago et mort le 9 mai 1971 à Palm Desert, est un homme politique américain.
Il est notamment sénateur pour le New Jersey de 1943 à 1949.